# Samlino (przystanek kolejowy)
Samlino – zlikwidowany przystanek osobowy gryfickiej kolei wąskotorowej w Samlinie, w województwie zachodniopomorskim, w Polsce.